# Mona Thomson
Pas d'image ? Cliquez ici

a Compétitions nationales et continentales officielles uniquement.

b Matchs officiels uniquement.
Hector Douglas "Mona" Thomson, né le 20 février 1881 à Napier (Nouvelle-Zélande) et décédé le 9 août 1939 à Wellington (Nouvelle-Zélande), est un joueur de rugby à XV qui a joué avec l'équipe de Nouvelle-Zélande. Il évoluait au poste d'ailier (1,73 m pour 68 kg).  

## Carrière
Mona Thomson participe à la tournée des Originals, équipe représentant la Nouvelle-Zélande en tournée en Grande-Bretagne en 1905, en France et en Amérique du Nord en 1906. Il dispute le premier match de la tournée contre un comté anglais mais il se blesse régulièrement au point de manquer tous les test-matchs. Il dispute toutefois 11 des 35 matchs et inscrit 14 essais.
Son seul test-match a lieu contre une sélection composée de joueurs anglais et gallois le 6 juin 1908. 

## Palmarès

### En équipe nationale
- 1 sélection avec l'équipe de Nouvelle-Zélande
- Sélections par année : 1 en 1908